# Ferry de Verneuil
Ferry de Verneuil († nach 1288) war ein französischer Adliger und Militär, der den Titel eines Marschalls von Frankreich trug.

## Leben
Der Chevalier Ferry de Verneuil gehört einer Familie des bretonischen Adels an, die 1255 mit Étienne der Verneuil, einem Bruder Ferrys, erstmals erwähnt wird.
Die Angaben zu seiner Zeit als Marschall sind widersprüchlich. Zum einen ist er 1272 als Marschall bezeugt, zum anderen war er der Nachfolger von Lancelot de Saint-Maard, der zuletzt 1278 erwähnt wird, und 1283 kein Marschall mehr. Größere militärische Aktivitäten Frankreichs in dieser Zeit gab es nicht.
1288 ist er als Échanson de France (Mundschenk des Königs) bezeugt.
Ferry de Verneuil hatte Nachkommen, von denen Jean de Verneuil mit dem Herzog von Bretagne nach Frankreich ging, und dessen Sohn Robert de Verneuil den König 1442 auf einem Feldzug in Guyenne begleitete.